# Frank P. Gates
Frank P. Gates (1895 - 2 janvier 1975) est un architecte américain. Il est l’auteur de bâtiments au Mississippi, surtout dans les villes de Clarksdale et Jackson, dont certains sont inscrits au registre national des lieux historiques. Il est également l’auteur de 18 bâtiments sur le campus de l’Université du Mississippi.

## Jeunesse
Gates naît en 1895 à Memphis dans le Tennessee,. Il a un frère et deux sœurs. Il étudie au Chicago Technology Academy. Il déménage à Clarksdale, dans le Mississippi, en 1917, et rejoint l’armée américain pendant la Première Guerre Mondiale.

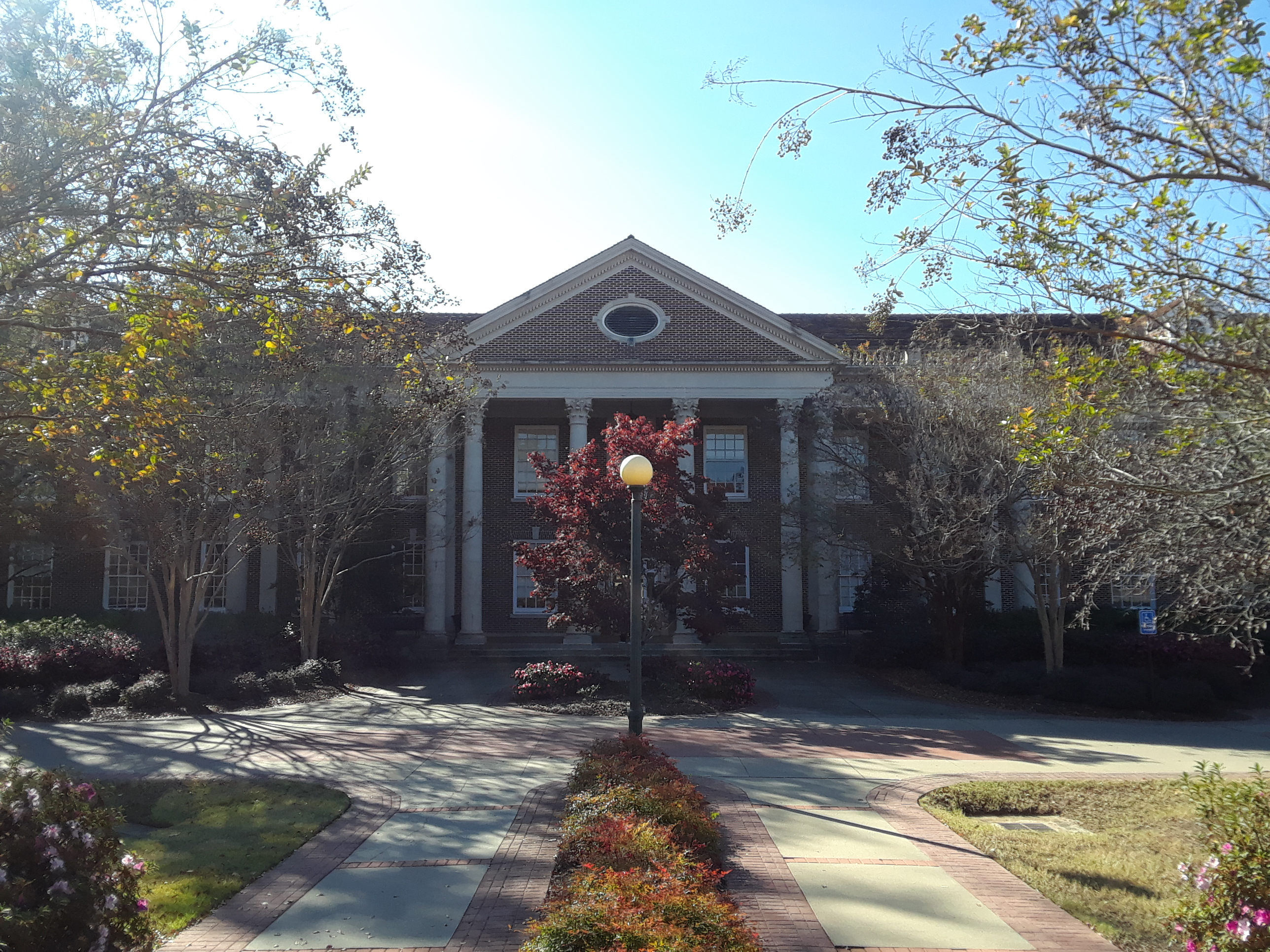
Bondurant Hall sur le campus de l'université du Mississippi, œuvre de Gates.

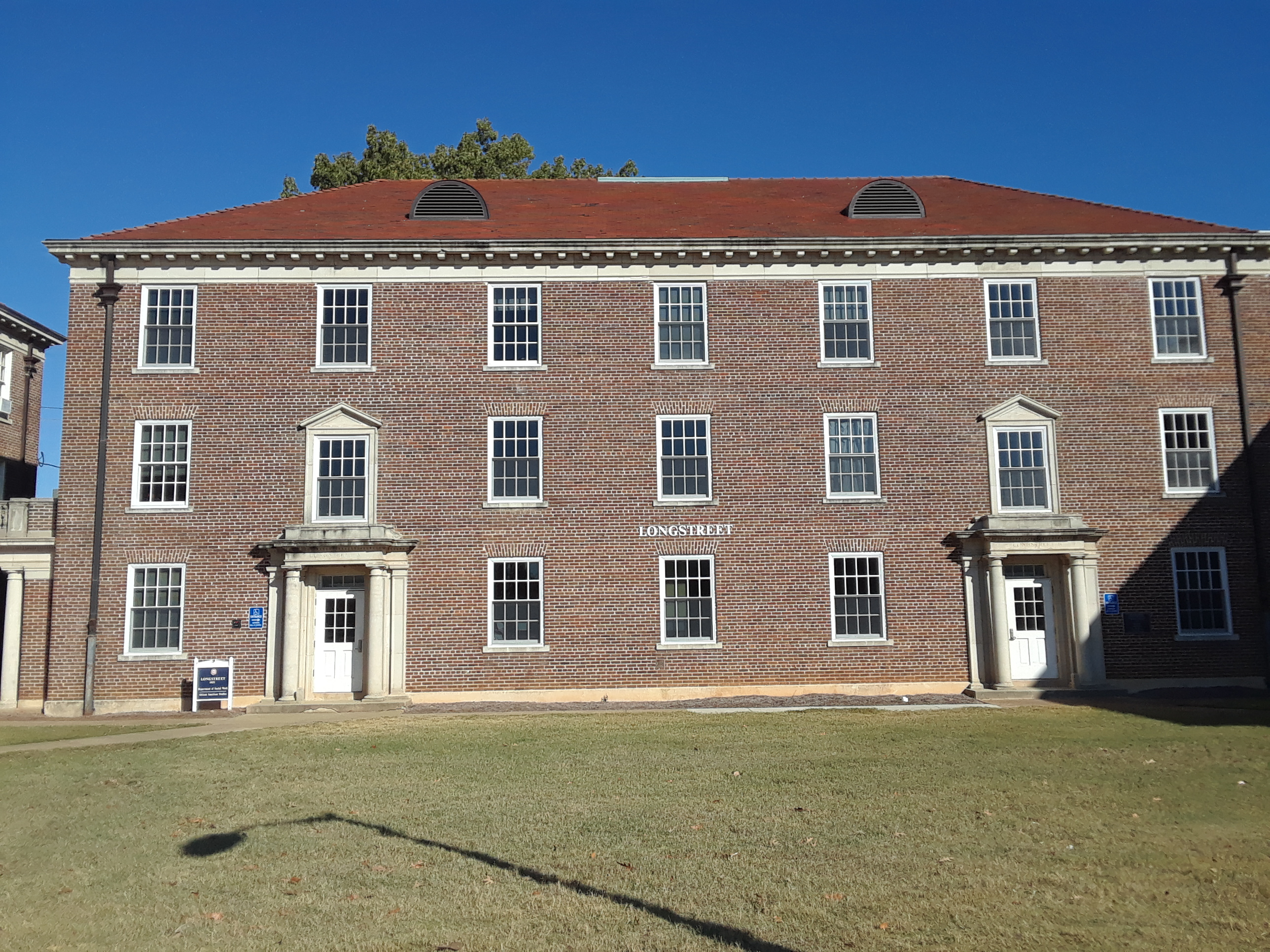
Longstreet Hall, sur le campus de l'université du Mississippi, œuvre de Gates.

## Carrière
Gates commence sa carrière en tant qu'architecte à Clarksdale, où il est l’auteur de l’Elizabeth G. Dorr (Junior) High School, du (Old) American Legion Hall, et du Gates & Gates Veterinary Hospital, qui est inscrit au registre national des lieux historiques comme propriété concurrente du Clarksdale Historic District. Dans les années trente, il crée une entreprise d'architecture à Jackson. Il travaille également avec l’architecte Raymond Birchett,.

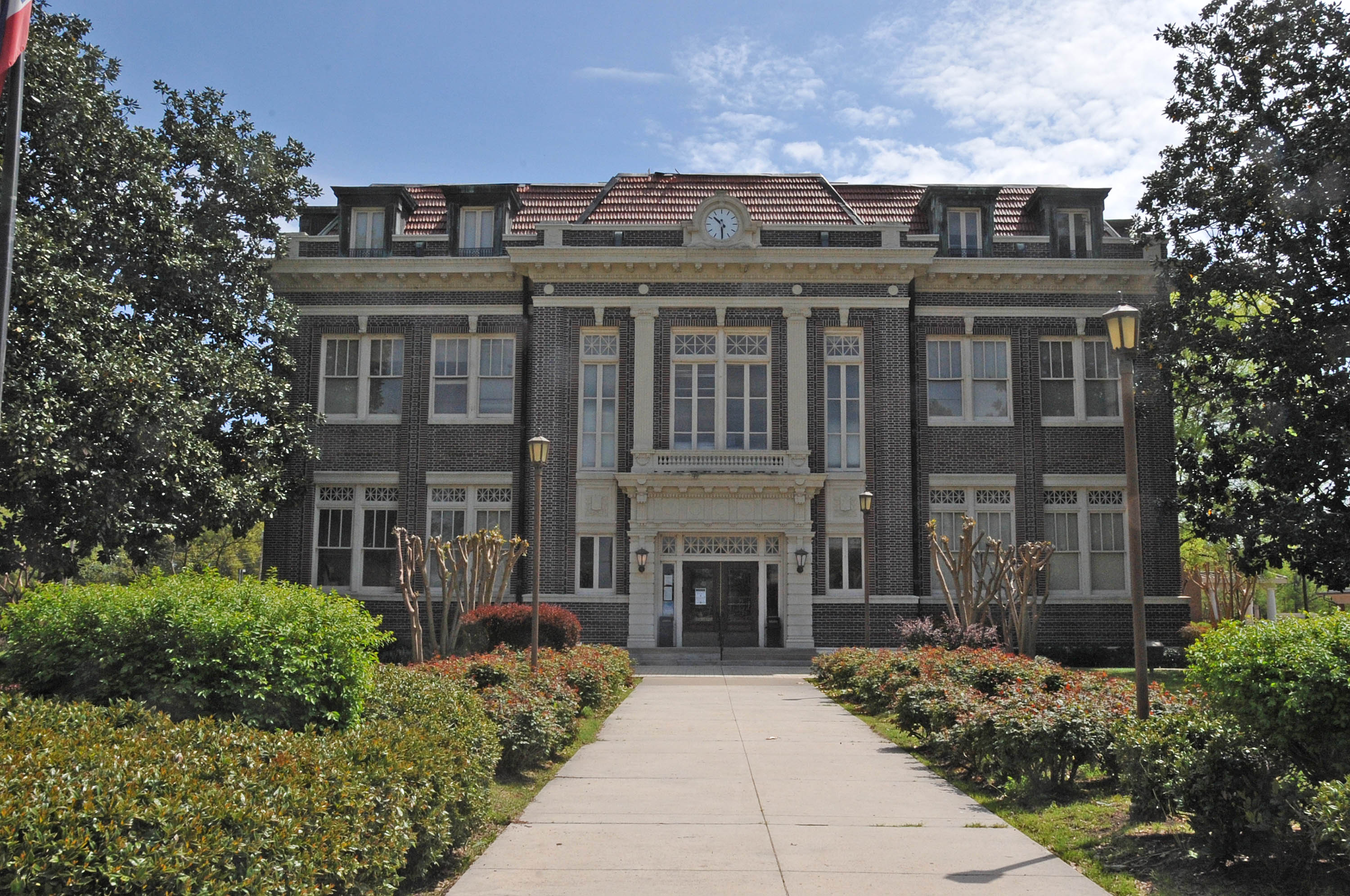
Le palais de justice du comté de Tunica, œuvre de Gates.

Gates est l'auteur de 18 bâtiments sur le campus de l’Université du Mississippi, surtout dans le style architectural georgien; il s'agit de (Old) University High School, Barr Hall, Bondurant Hall, Farley Hall (also known as Lamar Hall), Faulkner Hall, Hill Hall, Howry Hall, Isom Hall, Longstreet Hall, Martindale Hall, Vardaman Hall, the Cafeteria/Union Building, and the Wesley Knight Field House. Il est aussi l’auteur de bâtiments sur deux campus d’universités traditionnellement noires: le Just Hall of Science à l’Université d'État de Jackson et le Mable Thomas Hall à l’Université d'État Alcorn.
Gates est l'auteur du Jackson Exchange Boys Club, du poste de police, de la prison et du tribunal municipal de Jackson. Par ailleurs, il rénove l'hôtel de ville de Jackson en 1963-1964. Il est aussi l'auteur du palais de justice du comté de Tunica à Tunica dans le style architectural néo-classique, qui est inscrit au registre national des lieux historiques au travers du Tunica Historic District.
Avec les architectes Emmett J. Hull, Edgar Lucian Malvaney et Ransom Carey Jones, Gates est l'auteur du Woolfolk State Office Building à Jackson en 1949.
Gates est cofondateur de l'association des architectes du Mississippi,. Il est également président de la section du Mississippi de l'Institut des architectes des États-Unis en 1937.

## Vie personnelle et décès
Gates épouse Ruby Nichols en 1951. Ils vivent à 4911 Old Canton Road à Jackson. Gates fait partie de la First Presbyterian Church et de l'American Legion. Il est "le grand vainqueur des expositions florale de 1949 à la Mississippi State Fair.
Gates décède le 2 janvier 1975 à Jackson, et il est enterré au Forest Hill Cemetery à Memphis.

## Sources
1. 1 2 3 4 5 6 7 8 9 10  « Frank Gates Dies Here; Rites Today », The Clarion Ledger, Jackson, Mississippi,‎ 3 janvier 1975, p. 7 (lire en ligne , consulté le 7 novembre 2017)
2. 1 2 3 4 5 6 7  « Gates, Frank P., Co. (b.1895 – d.1975) », sur Mississippi Department of Archives and History (consulté le 7 novembre 2017)
3. ↑  « City News », The Clarion Ledger, Jackson, Mississippi,‎ 26 janvier 1947, p. 12 (lire en ligne , consulté le 10 novembre 2017)
4. ↑  « Expansion Troubles Police », The Clarion Ledger, Jackson, Mississippi,‎ 26 mars 1966, p. 5 (lire en ligne , consulté le 10 novembre 2017)
5. ↑  « Legal Notice », The Clarion Ledger, Jackson, Mississippi,‎ 28 février 1966, p. 17 (lire en ligne , consulté le 10 novembre 2017)
6. ↑  Christine Uthoff, « Jackson gives City Hall landmark status », The Clarion Ledger, Jackson, Mississippi,‎ 8 août 1991, p. 22 (lire en ligne )
7. ↑  « Woolfolk State Office Building », sur Emporis (consulté le 7 novembre 2017)
8. ↑  « Mississippi Architects Reorganize , Name New Board, Officers », The Clarion Ledger, Jackson, Mississippi,‎ 11 août 1946, p. 15 (lire en ligne , consulté le 10 novembre 2017)
9. ↑  « FRANK P. GATES NEW A. I. A. HEAD », The Clarion Ledger, Jackson, Mississippi,‎ 19 mars 1937, p. 20 (lire en ligne , consulté le 10 novembre 2017)
10. ↑  « Frank P. Gates Wins Most Flower Ribbons », The Clarion Ledger, Jackson, Mississippi,‎ 15 octobre 1949, p. 5 (lire en ligne , consulté le 10 novembre 2017)